# ティベリウス・アエミリウス・マメルクス
ティベリウス・アエミリウス・マメルクス（ラテン語: Tiberius Aemilius Mamercus）またはマメルキヌスは共和政ローマ初期の政治家・軍人。紀元前470年と紀元前467年に執政官（コンスル）を務めた。

## 出自
パトリキ（貴族）であるアエミリウス氏族のマメルクス家の出身。父は紀元前484年、紀元前478年および紀元前473年に執政官を務めたルキウス・アエミリウス・マメルクスである。祖父のプラエノーメン（第一名、個人名）はマメルクスである。

## 経歴
紀元前470年、マメルクスは執政官に就任。同僚執政官はルキウス・ウァレリウス・ポティトゥスであった。当時のローマの政治状況は緊張しており、護民官は連年に渡って、市民に公有地を公平に分配する土地分配法の成立を試みていた。ティトゥス・リウィウスによれば、マメルクスはプレブス（平民）に土地を分配することを支持していた。護民官のマルクス・ドゥイッリウスとグナエウス・シッキウスは、土地分配法に激しく反対した前年の執政官アッピウス・クラウディウス・クラッスス・インレギッレンシス・サビヌスを訴えたが、サビヌスは裁判の前に急死したとしている（その場合、後に十人委員会を牛耳った同名人物は本人ではなくその息子となるが、これに関しては議論がある）。
このローマの内紛をついて、アエクイとサビニがローマ領土を略奪した。ポティトゥスがアエクイに、マメルクスはサビニに対処することとなった。サビニ軍は自軍野営地に立て篭もり、ローマ軍との戦争を避けた。マメルクスはサビニの農村地帯や郊外を略奪し、サビニ軍を出撃させようとした。その後戦闘は発生したものの勝敗は明らかではなく、その後も数年間戦争は続いた。
紀元前467年に二度目の執政官に就任。同僚執政官はクィントゥス・ファビウス・ウィブラヌスであった。マメルクスは護民官が進める土地分配法をこのときも支持し、保守的な元老院議員と対立した。前年にウォルスキの都市であるアンティウム（現在のアンツィオ）を陥落させており、同僚執政官のウィブラヌスがここを植民市としてその土地を分配するという法律を制定し、この問題に一応の決着がついた。この土地分配のために三人の委員が選ばれている。
アエクイとサビニとの戦争は継続していた。ウィブラヌスはアエクイと戦い、マメルクスはウィブラヌスと共にサビニに対する新たな軍事作戦を実施した。マメルクスはサビネ領に長期間留まり、を徹底的に略奪はしたものの、敵軍は出撃してこず、年末に軍を率いてローマに戻った。

## 参考資料

### 古代の資料
- ハリカルナッソスのディオニュシオス『ローマ古代誌』
- ティトゥス・リウィウス『ローマ建国史』

### 研究書
- Broughton, Thomas Robert Shannon (1951), The Magistrates of the Roman Republic, Philological Monograph No. 15, New York: American Philological Association, ISBN 0-89130-811-3